# Општина Вултурени (Бакау)
Вултурени (рум. Vultureni) општина је у Румунији у округу Бакау.
Oпштина се налази на надморској висини од 213 m.